# Грууминг (хигиена)
 Тази статия е за хигиената.  За злоупотребата с деца вижте Грууминг.  
Груумингът (на английски: grooming) е изкуството и практиката за почистване и поддържане външния вид на части от тялото. Тази форма на лична хигиена допринася също така за повишаване самочувствието на индивида.
Някои животни редовно се почистват и поставят козината, перата или други кожни покривки в добър ред. Премахването на чужди предмети като мръсотия, насекоми, паразити, клонки и листа е форма на поддържане. Птиците прекарват значително време, като почистват перата си. Това се прави, за да се премахнат ектопаразитите, да се поддържат перата в добро аеродинамично състояние и да се хидроизолират. Маймуните също могат да почистват козината си от гниди. Котките са добре известни със своята непрекъсната грижа за козината си. Много видове бозайници също поддържат гениталиите си след копулация.

## Груумингът като социална дейност
Много социални животни (включително и хората) адаптират това поведение на почистване и поддържане на тялото или външния вид за други социални цели, като свързване и укрепване на връзката с други членове на същия вид. Грумингът играе особено важна роля за формирането на социални връзки при много видове примати, като мечия павиан и маслинения капуцин. Той е основна социална дейност и средство, чрез което животните, които живеят в непосредствена близост, могат да свързват и укрепват социалните структури, семейните връзки и да изграждат приятелства.
Социалната грижа се използва и като средство за разрешаване на конфликти.

## Кучета и коне
Груумингът при кучетата и конете се отнася както до хигиенните грижи на самопочистване на животните, така и до процес, при който външният им вид се подобрява от техния стопанин, с цел показване, изложба или участие в друг вид състезание.
Основните причини за такъв вид поддържане включват:
- Подобрено здраве на кожата и козината
- Намалява натоварването от външни паразити върху кожата
- Намалява вероятността за различни здравословни проблеми
- Помага на стопанина му да проверява здравето му, като например търсене на порязвания, кръвоизлив, подуване, накуцване и пр.
- Помага да се създаде по-добра връзка между животното и стопанина